# Roodborstvechtkwartel
De roodborstvechtkwartel (Turnix pyrrhothorax) is een vogel uit de familie Turnicidae (Vechtkwartels).

## Verspreiding en leefgebied
Deze soort komt voor in noordelijk, oostelijk en zuidoostelijk Australië